# Потішка Роман Михайлович

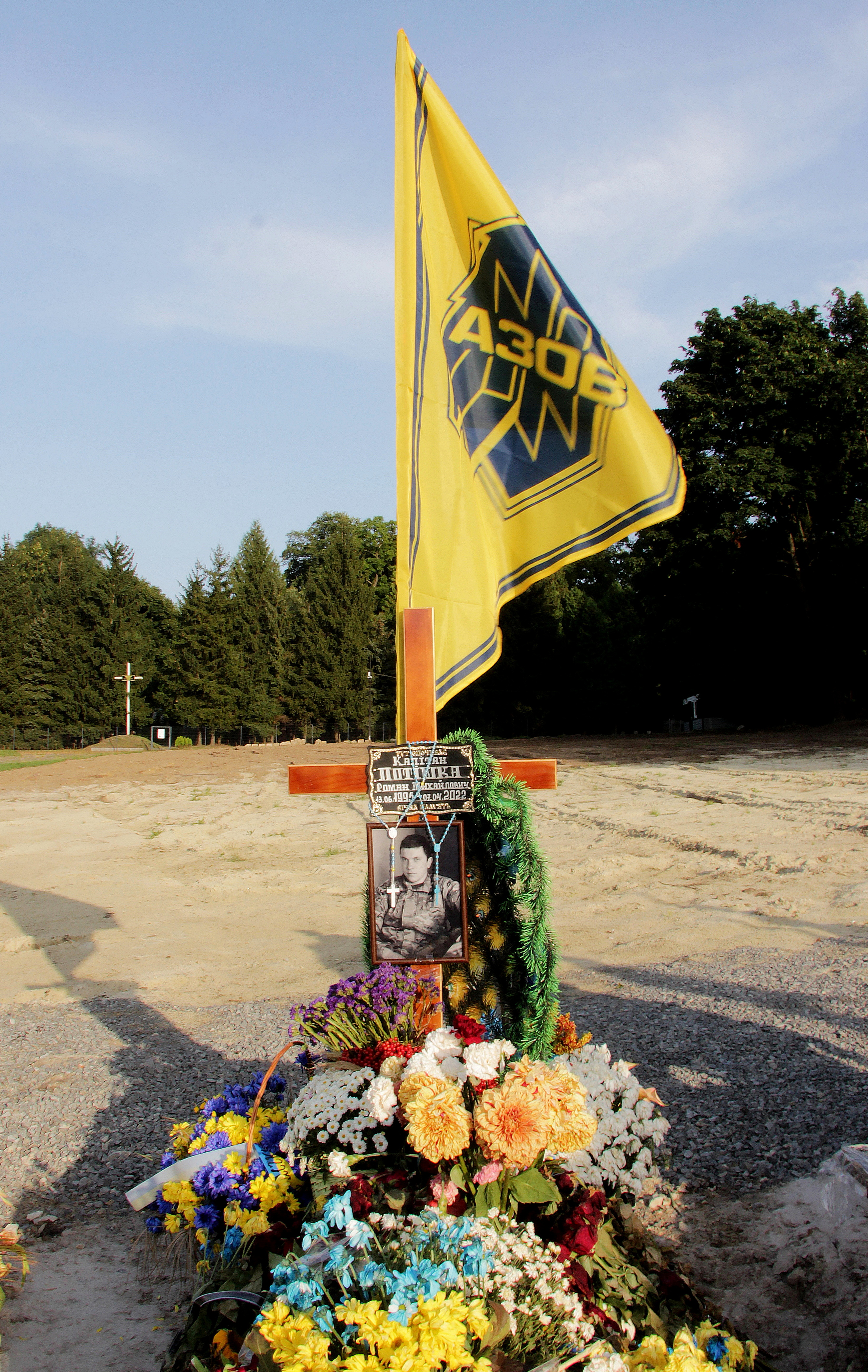

Роман Михайлович Потішка (позивний «Паштет»; 13 червня 1995, Кропивницький — 7 квітня 2022, Маріуполь) — український військовослужбовець, капітан (посмертно) полку «Азов» Національної гвардії України, учасник російсько-української війни. Лицар ордена Богдана Хмельницького III ступеня (2022), кавалер ордена «За мужність» III ступеня (2022, посмертно).

## Життєпис
Роман Потішка народився 13 червня 1995 року в Кропивницькому.
Закінчив ліцей № 93 Львівської міської ради, Криворізький коледж Національного авіаційного університету, Національний авіаційний університет.
Був ультрасом ФК «Карпати».
У серпні 2014 року добровільно вступив до полку «Азов». Учасник Павлопіль-Широкинської наступальної операції, а також оборони Світлодарської дуги, Мар'їнки та Красногорівки. За особистий героїзм нагороджений орденом Богдана Хмельницького III ступеня.
Широкомасштабне російське вторгнення зустрів у Маріуполі на посаді командира 3-ї бойової групи полку «Азов».
Похований 22 серпня 2023 року на Личаківському цвинтарі.

## Нагороди
- орден Богдана Хмельницького III ступеня (25 березня 2022) — за особисту мужність і самовіддані дії, виявлені у захисті державного суверенітету та територіальної цілісності України, вірність військовій присязі, зразкове виконання службового обов'язку[3];
- орден «За мужність» III ступеня (17 квітня 2022, посмертно) — за особисту мужність і самовіддані дії, виявлені у захисті державного суверенітету та територіальної цілісності України, вірність військовій присязі[4].

## Військові звання
- капітан (посмертно)[2],
- старший лейтенант[2].